# Bandera de Cillorigo de Liébana
La bandera de Cillorigo de Liébana es uno de los símbolos del municipio español de Cillorigo de Liébana en Cantabria, junto a su escudo.
Es de paño rectangular, horizontal, de proporciones 2:3, dividida verticalmente en tres partes iguales, de color rojo la contigua al asta; la blanca la intermedia, y verde la del batiente. Se incorpora el color rojo por ser uno de los que figuran en los campos del escudo. El blanco significa la nieve que cubre los Picos de Europa la mayor parte del año y el verde por el paisaje de la zona en la que se enclava el municipio.
La bandera fue adoptada en sesión plenaria celebrada por el Ayuntamiento el día 29 de abril de 1994 siendo autorizada por el Consejo de Gobierno de Cantabria el día 1 de febrero de 1996, previo informe favorable emitido por la Real Academia de la Historia.